# Коротка історія фотографії (книжка)
«Коротка історія фотографії» (англ. THE SHORT STORY OF PHOTOGRAPHY) — інноваційний вступ Іана Гейдна Сміта до теми фотографії. У цій ілюстрованій книжці ви знайдете знакові світлини, роботи культових митців з часу перших експериментів із фотографією від початку 19 століття до періоду сучасного цифрового фото.
Дизайн книжки і продумана структура допомагає читачам легко зорієнтуватися у ключових жанрах, митцях, темах і техніках й оповідає, як, чому та коли певні фотографії справді змінили світ.
Переклад та публікацію цієї книги підтримує Європейський Союз за програмою «Дім Європи».
Перекладачка Тетяна Савчинська розповідає:
«Почавши роботу над перекладом, мені потрібно було передусім зрозуміти фотосвіт, щоб зрештою навчитися розмовляти його мовою. Довелося дуже багато читати, вивчати термінологію і шукати правильні відповідники, а сам процес перекладу був би значно швидшим й простішим, якби вже існували подібні видання українською мовою, і якби була доступна усталена термінологічна база. Тому я дуже вдячна редакторці Вероніці Гуменюк за чуйне і фахове редагування, завдяки якому переклад набув чіткості і плавності.
Це видання не претендує на вичерпність, утім пропонує стислий огляд усіх головних жанрів у фотографії і аналіз провідних знімків, що, значною мірою, сформували наше сприйняття фотографії як мистецтва і творчої практики. А ще ця книжка — гарна нагода поглибити своє розуміння фотографії як виду мистецтва, з яким ми, завдяки розвитку технологій, маємо можливість взаємодіяти чи не щодня»..

## Український переклад
Коротка історія фотографії [Архівовано 23 січня 2022 у Wayback Machine.] / Іан Гейдн Сміт ; пер. з англ. Тетяни Савчинської. — Львів : Видавництво Старого Лева, 2021. — 224 с.